# Quintette Magnifica

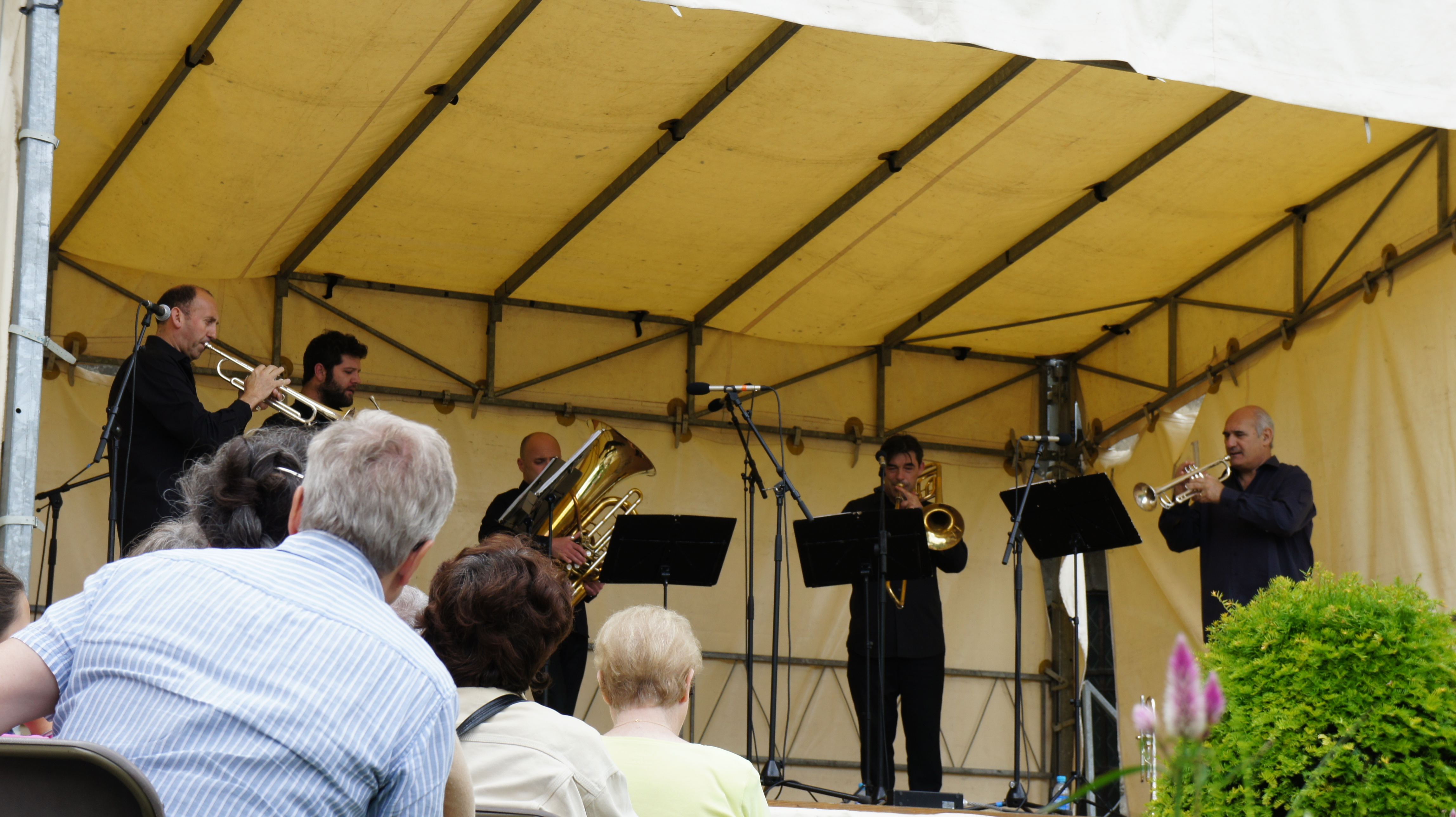
Quintette Magnifica

El Quintette Magnifica es un quinteto de viento-metal de música clásica de Francia, fundado en 1985, ganador de la Fundación Yehudi Menuhin en 1986, primer premio en el concurso internacional de Baltimore (EE. UU.) en 1989 y ganador del Concurso Internacional de Quintetos de viento-metal en Narbona en 1990.
Se compone de Michel Barré (trompeta), Adrien Ramon (trompeta), Pascal Gonzales (trombón), Jimmy Charitas (trompa) y Benoît Vaina (tuba).